# Kloster Oeventrop
Das Kloster Oeventrop (offiziell Herz-Jesu-Missionshaus Oeventrop) war eine Niederlassung der Missionare vom Heiligen Herzen Jesu. Es diente zwischen 1902 und 1969 als Ausgangspunkt der Mission und als theologische Ausbildungsstätte für angehende Priester.

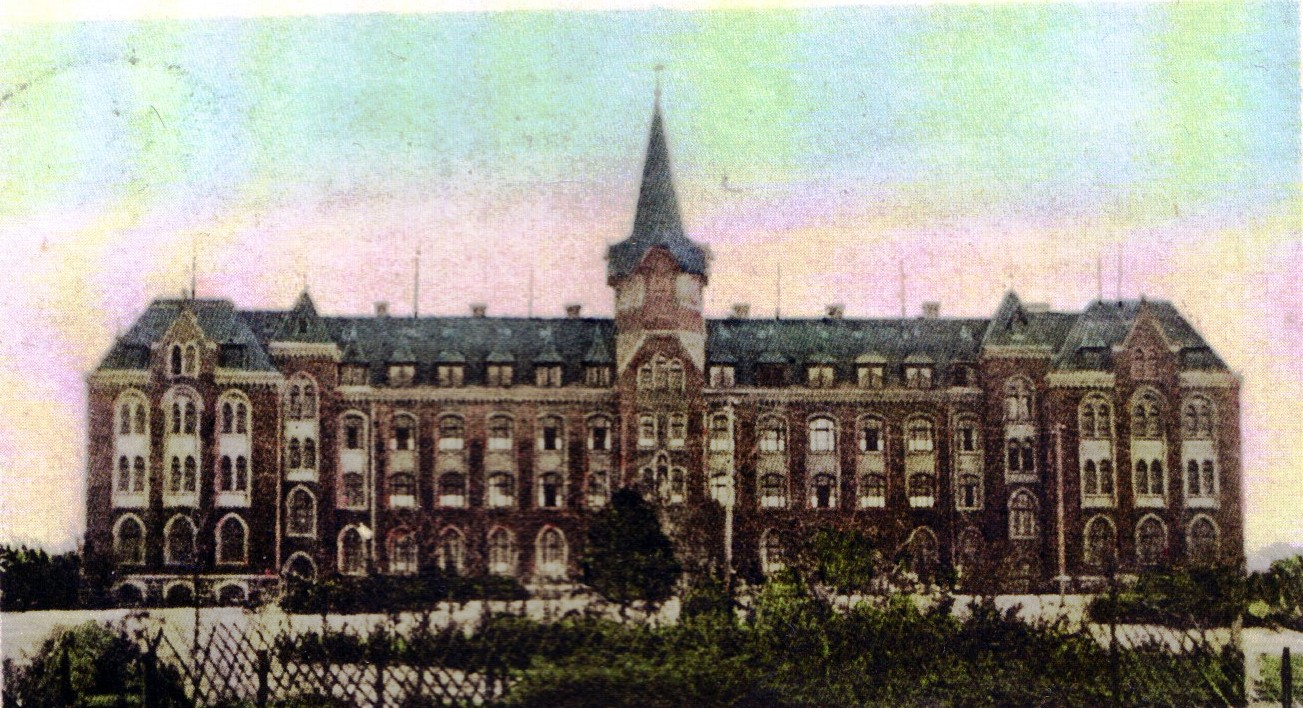
Kloster Oeventrop auf einer kolorierten Postkarte um 1907

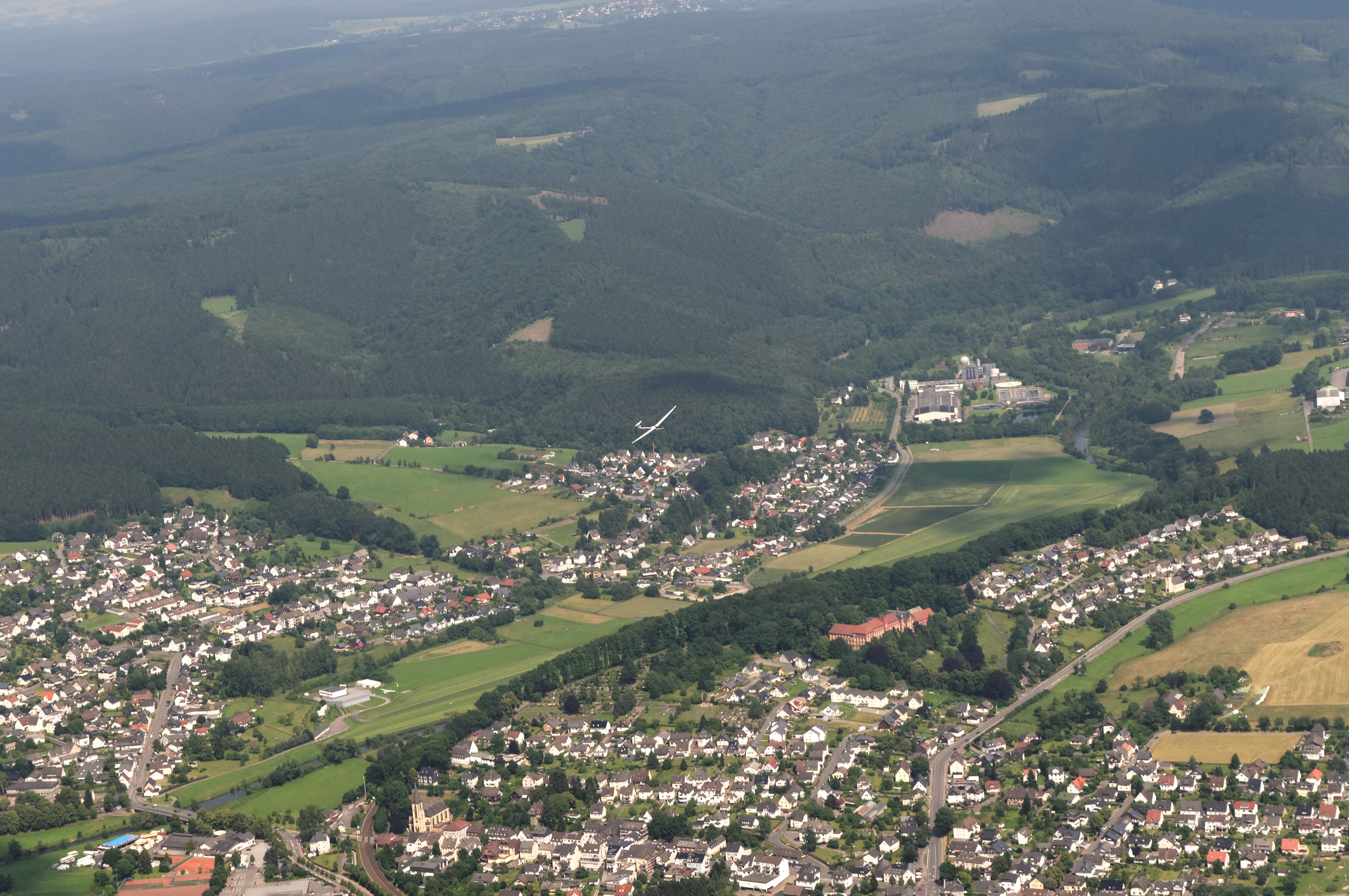
Kloster Oeventrop auf Luftbild

## Geschichte
Die Missionare vom Heiligen Herzen Jesu hatten sich nach dem Ende des Kulturkampfes in Hiltrup bei Münster niedergelassen. Bald benötigte der Orden eine weitere Ausbildungsstätte.
Auf Anregung von Dechant Caspar Berens, Pfarrer in Rumbeck und zuständig für Oeventrop, suchte der Orden die Möglichkeit zur Niederlassung in der Nähe von Arnsberg. Der Bau erfolgte schließlich am Ortsrand von Oeventrop. Dort erwarb der Orden ein Grundstück, das ursprünglich aus 5 Hektar Ackerland und 5 Hektar Wald bestand, und errichtete darauf ein imposantes Gebäude. Das aus rotem Klinker errichtete Gebäude wurde 1902 eingeweiht. Ein ursprünglich vorhandener Turm wurde nach einem Brand von 1946 nicht wieder aufgebaut.
Die Ausbildungsstätte nahm Abiturienten auf, die zunächst Philosophie und danach Theologie studierten. Nach dem Abschluss des fünfjährigen Studiums wurden sie zu Priestern geweiht. Im Jahr 1938 gab es 93 Studenten und 18 Hochschullehrer. Hinzu kamen 10 Priester, 12 Laienbrüder, 6 Nonnen und einige weltliche Bedienstete.
Von der Einrichtung wurden bis 1969 Missionen im heutigen Papua-Neuguinea, in China, Afrika und Peru errichtet. Hier wurde auch Karl Hesse, später Erzbischof von Rabaul ausgebildet und zum Priester geweiht.
Mit dem Beginn des Zweiten Weltkrieges endete 1939 die Blütezeit der Einrichtung. Das Gebäude wurde beschlagnahmt und die Priesterschüler nach Kleve verlegt. Nur wenige Patres und Laienbrüder blieben im Wirtschaftsgebäude des Klosters zurück. Das Hauptgebäude wurde Lazarett. Es diente als Heil- und Pflegestätte für lungenkranke Soldaten. Von den Patienten sind 1300 im Kloster verstorben. Sie sind auf dem Soldatenfriedhof Oeventrop bestattet.
Nach dem Krieg diente das Haus als Unterkunft für alte und kranke Menschen aus Dortmund.
Außerdem begann nach 1945 der Wiederaufbau der Lehrtätigkeit. Die damit einhergehende „Thomas-Akademie“ konnte bedeutende Dozenten gewinnen. Darunter war 1965 auch Josef Ratzinger, der damals in Münster Theologie unterrichtete. Die Bibliothek bestand aus etwa 45.000 Bänden. Auch existierte ein Missionsmuseum „Schätze der Südsee.“
Das Ordensseminar wurde 1969 geschlossen. Die Bibliothek des Seminars befindet sich heute in der Erzbischöflichen Akademischen Bibliothek in Paderborn. 1975 wurde in Oeventrop ein neues Ordensgebäude errichtet, das als Altersheim für ehemalige Missionare und ältere Patres diente.

## Nutzung nach der Schließung der Ordenshochschule
Das „alte Kloster“ wurde Heim für schwererziehbare Kinder. Später war dort eine Suchtklinik untergebracht. Diese stellte im Oktober 2009 ihren Betrieb ein. Im Juli 2017 kam es möglicherweise durch Brandstiftung zu einem schweren Dachstuhlbrand.
Das Gebäude war um 1990 mit der Nummer 553 in der Denkmalliste der Stadt Arnsberg verzeichnet.
Im Juli 2023 wollte das Land NRW im Gebäude 450 Flüchtlinge in einer Zentralen Unterbringungseinrichtung (ZUE) unterbringen. Dabei sollte es sich um Flüchtlinge handeln die nach mehreren Wochen weiter verteilt werden sollten. Zu einer Info-Veranstaltung der Bezirksregierung Arnsberg kamen 900 Bürger, davon durften 750 in die Veranstaltungshalle und etwa 150 mussten die Veranstaltung über einen Bildschirm verfolgen, da Platz fehlte. Flüchtlingshelfer und Dorfbewohner sahen die Unterbringung sehr kritisch und den Ort damit überfordert. „Für den Eigentümer stand jedoch vorher schon fest: Entweder vermietet er das Kloster als Flüchtlingsunterkunft – und zieht weg aus Oeventrop. Oder er bleibt hier – und beugt sich der Mehrheit seiner Nachbarinnen und Nachbarn.“ Der Eigentümer erklärte schließlich, das es keine ZEU geben werde.